# Saison 6 de Bob l'éponge
Chronologie
Saison 5 Saison 7
Cet article présente les épisodes de la sixième saison de la série d'animation télévisée américaine Bob l'éponge diffusée du 3 mars 2008 au 5 juillet 2010 sur Nickelodeon.
En France, la sixième saison est diffusée sur TF1 dans l'émission TFOU puis diffusée du 16 janvier 2010 au 10 avril 2010 sur Nickelodeon France.

## Production

### Développement
Le show runner de cette saison est Paul Tibbitt.

## Épisodes
| № | #     | Titre français / Titre original                          | Réalisation                               | Scénario                                                                   | Première diffusion | Première diffusion                                    | Audiences |
| --- | ----- | -------------------------------------------------------- | ----------------------------------------- | -------------------------------------------------------------------------- | ------------------ | ----------------------------------------------------- | --------- |
| 101a | 1a    | La maison de vos rêves House fancy                       | Tom Yasumi                                | Aaron Springer et Dani Michaeli                                            | 6 juin 2008        | 16 janvier 2010                                       | 4,03      |
| Alors que Carlo regarde tranquillement son émission "la maison de vos rêves" présenté par Nicholas Withers, celui-ci reçoit un appel de son rival Guillaume Calamarchic pour lui demander de ses nouvelles, mais surtout pour savoir s'il regarde ladite émission. C'est alors que Carlo voit que l'émission du jour est tournée chez son rival. Le présentateur fait le tour du logis et est impressionné partout où il va. En arrivant sur le jardin de la terrasse, Carlo appelle le présentateur de la télévision en prétextant que sa maison est beaucoup plus belle que son rival, ce que Nicholas répond que son équipe de tournage ira chez Carlo Tentacule dans 2 heures. Stressé, le calamar tente de mettre de l'ordre chez lui mais il y a pas mal de problème. Voyant que Bob l'espionnait et que le temps lui manque, Carlo demande de l'aide à ce dernier. - Invités : Alton Brown (Nicholas Withers, le présentateur de l'émission) |       |                                                          |                                           |                                                                            |                    |                                                       |           |
| 101b | 1b    | Plankton... et les voleurs de pâté de crabes Krabby Road | Alan Smart                                | Luke Brookshier, Nate Cash et Eric Shaw                                    | 3 mars 2008        | 16 janvier 2010                                       | 4,77      |
| Plankton s'évade de prison après y avoir été enfermé pendant plusieurs années. Lorsqu'il revient chez lui, sa FEME Karen le jette dehors avec ses affaires et parmi celle-ci se trouvait une guitare électrique qui lui rappelle son enfance. Au même moment, Bob fredonne une chanson en rapport avec le pâté de crabe tout en se rendant à son travail et aperçoit Plankton avec sa chevelure et sa guitare et le prend pour un professionnel du Rock. Voulant tenter de faire parler Bob avec ces chansons sur le pâté, Plankton décide de monter un groupe de Rock. Son groupe sera rejoint par Patrick en tant que batteur et Carlo pour harmoniser le groupe. |       |                                                          |                                           |                                                                            |                    |                                                       |           |
| 102a | 2a    | Un centime pour le Capitaine Krabs Penny Foolish         | Alan Smart                                | Aaron Springer et Dani Michaeli                                            | 7 mars 2008        | 16 janvier 2010                                       | 4,77      |
| En faisant ses courses, le Capitaine Krabs voit Bob se promener à l'extérieur jusqu'à ce qu'il s'arrête autour d'un objet ressemblant à une pièce de 1 centime qu'il ramasse. Peu sceptique, il rentre chez lui en voiture jusqu'à ce qu'il voit la pièce partout autour de lui. Le capitaine devient obnubilé par cette dernière et cherche par tous les moyens à récupérer la pièce de Bob. |       |                                                          |                                           |                                                                            |                    |                                                       |           |
| 102b | 2b    | Visite au musée de la marine Nautical Novice             | Tom Yasumi                                | Casey Alexander, Zeus Cervas et Derek Iversen                              | 29 mars 2008       | 16 janvier 2010                                       | 4,67      |
| L'école de conduite bateau organise une visite au musée de la marine demain. Pour se préparer, Bob lit l'encyclopédie concernant l'histoire de la navigation marine. Il passe une nuit blanche pour terminer l'encyclopédie et rate le bus qui emmène la classe au musée. Mais il arrive à le rattraper en courant et est finalement prêt pour la visite. |       |                                                          |                                           |                                                                            |                    |                                                       |           |
| 103a | 3a    | Grand tournoi de gladiateurs Spongicus                   | Andrew Overtoom                           | Casey Alexander, Zeus Cervas et Richard Pursel                             | 29 mars 2008       | 23 janvier 2010                                       | 4,67      |
| Plankton décide de détruire son restaurant afin d'y construire une arène pour des spectacles et combats de gladiateurs : le Colisée Impériale de l'Enfer, dans le but de prendre tous les clients du Crabe Croustillant. L'accès au Colisée étant gratuit, toute la population de Bikini Bottom s'y rend pour assister au spectacle d'aujourd'hui : le combat d'un gladiateur contre un poisson-lion féroce. Une telle activité a fait fuir les clients du restaurant du capitaine Krabs qui se rend donc avec ces employés au Colisée. On apprend alors que le gladiateur qui va combattre n'est autre que Patrick, ce qui inquiète Bob qui descend dans l'arène pour venir l'aider. |       |                                                          |                                           |                                                                            |                    |                                                       |           |
| 103b | 3b    | Un génie de la musique Suction Cup Symphony              | Andrew Overtoom                           | Luke Brookshier, Nate Cash et Richard Pursel                               | 6 mars 2008        | 23 janvier 2010                                       | 4,50      |
| En jouant de la clarinette, Carlo aperçoit dehors un panneau publicitaire mettant en avant l'organisation d'un concert symphonique dont le producteur est à la recherche d'un compositeur. Saisissant cette chance, Carlo retrousse ses manches afin d'écrire une symphonie qu'il souhaite faire entendre. Bob et Patrick voulant l'aider, le calamar les éjecte de chez lui, mais Patrick se fait mal en tombant au sol et ne peut pas aller voir le médecin car il n'a pas de couverture sociale. Carlo apprend alors qu'il a jusqu'à demain pour rendre sa composition musicale et se concentre au maximum. Mais il devient de plus en plus nerveux en tentant d'ignorer les bruits que fait Bob qui décide de faire le médecin pour soigner Patrick. |       |                                                          |                                           |                                                                            |                    |                                                       |           |
| 104a | 4a    | Comment être normal ? Not Normal                         | Andrew Overtoom                           | Casey Alexander, Zeus Cervas et Derek Iversen                              | 4 mars 2008        | 23 janvier 2010                                       | 4,66      |
| Carlo ne supporte plus le comportement de Bob courant dans tous les sens autour de chez lui et en lui dit qu'il n'est pas une personne normale. Se sentant affecter, Bob décide de regarder un documentaire sur la vie d'une personne normale. Du jour au lendemain, son comportement change, ce qui surprend le calamar. |       |                                                          |                                           |                                                                            |                    |                                                       |           |
| 104b | 4b    | Une journée sans Bob l'éponge Gone                       | Alan Smart                                | Luke Brookshier, Nate Cash et Steven Banks                                 | 5 mars 2008        | 23 janvier 2010                                       | 4,59      |
| Bob vogue à ses occupations journalières jusqu'à qu'il remarque quelque chose qui ne va pas : son escargot a disparu. Il se rend alors ses voisins, mais il n'y a personne. Il fouille alors toute la ville et admet qu'il n'y a plus aucune âme qui vive à Bikini Bottom. Essayant de revivre la vie de ses habitants, il commence à devenir paranoïaque. |       |                                                          |                                           |                                                                            |                    |                                                       |           |
| 105a | 5a    | L'écharde The Splinter                                   | Tom Yasumi                                | Nate Cash, Sean Charmatz et Steven Banks                                   | 2 juin 2008        | 30 janvier 2010                                       | 4,00      |
| En cuisinant au Crabe Croustillant, Bob enfonce accidentellement sa spatule dans les planches du plafond de sa cuisine. Créant une pile d'objet pour grimper, il retire sa spatule et évite un grave accident en tombant. Mais il glisse sur de la sauce et s'enfonce une épine en bois dans son pouce. N'arrivant pas à la retirer, il décide de faire avec. Mais la plaie commence à s'infecter et Carlo remarque cette blessure. Il nargue Bob en lui disant que si le capitaine Krabs apprend son accident, il devra rentrer chez lui. |       |                                                          |                                           |                                                                            |                    |                                                       |           |
| 105b | 5b    | Les rois du sifflet à coulisse Slide Whistle Stooges     | Alan Smart                                | Casey Alexander, Zeus Cervas et Derek Iversen                              | 16 février 2008    | 30 janvier 2010                                       | 4,51      |
| Carlo voulait un peu de calme aujourd'hui, mais c'est sans compter sur Bob et Patrick qui ont trouvé une nouvelle passion : jouer du sifflet à coulisse. Ils utilisent ainsi leur instrument dans la vie du quotidien du calamar : quand il soulève sa tasse pour boire, qu'il tourne la page d'un livre, qu'il range son lit, etc. Carlo ne pouvant plus support ce bruit s'enfuit de chez lui mais se fait poursuivre pas ces derniers. Finalement, il craque et décide d'utiliser le sifflet à coulisse contre eux. |       |                                                          |                                           |                                                                            |                    |                                                       |           |
| 106a | 6a    | Vivre comme Larry A Life in a Day                        | Andrew Overtoom                           | Chris Reccardi et Dani Michaeli                                            | 4 juin 2008        | 30 janvier 2010                                       | 4,00      |
| Bob et Patrick se prélassaient tranquillement sur la plage du Goo Laggoon quand surgit Larry le Homard sur sa moto en faisant le casse-cou et des cascades de folies. Tous les riverains de la plage sont impressionnés par ce dernier et ils lui demandent comment être comme lui. Il leur répond qu'ils ne doivent pas être comme Bob et Patrick : mollassons, mous et peureux. Ce discours change la vision des choses chez Patrick qui décide à son tour de faire le casse-cou. |       |                                                          |                                           |                                                                            |                    |                                                       |           |
| 106b | 6b    | La peau décolorée Sun Bleached                           | Tom Yasumi                                | Luke Brookshier, Nate Cash et Richard Pursel                               | 5 juin 2008        | 30 janvier 2010                                       | 4,10      |
| Bob et Patrick s'amuse tranquillement sur la plage jusqu'à ce qu'apparaisse Craig Mammalton, un phoque célèbre pour sa peau bronzée. Ce dernier organise à l'occasion une fête chez lui, ce qui intéresse Bob et Patrick mais ils ne peuvent pas y avoir accès car seuls les gens bronzés seront admis à sa fête. Pour y remédier, nos 2 compères change la maison de Patrick en cabine de bronzage. Patrick l'essaie en premier et se retrouve bronzer en 15 secondes. Lors du tour de Bob, Patrick l'oublie complètement dans la machine et part en balade en voiture avec des filles qui ont remarqué son bronzage. Au bout de 2 heures, il sort finalement Bob de la cabine de bronzage et ce dernier se retrouve avec la peau complètement blanche et desséchée. Patrick cherche alors un maquillage pour cacher cette peau décolorée. |       |                                                          |                                           |                                                                            |                    |                                                       |           |
| 107a | 7a    | Carlo le géant Giant Squidward                           | Alan Smart                                | Luke Brookshier, Nate Cash et Richard Pursel                               | 3 juin 2008        | 6 février 2010                                        | 4,33      |
| Carlo entretenait tranquillement son jardin d'algues avec de l'engrais quand survient Bob et Patrick qui cherchent à réaliser de bonne actions. Patrick commençait à manger le jardin de Carlo qui lui crie dessus. À la place, Patrick mange une glace, dont Carlo agrandit la boule glacée avec son engrais, ce qui fascine Bob et Patrick qui emprunte sa bouteille. Vu qu'il cherche à faire de bonne actions, Patrick asperge Carlo avec l'engrais qui fait grossir son nez. L'éponge et l'étoile de mer continue d'asperger le calamar jusqu'à ce qu'une réaction dégageant une odeur désagréable fasse grandir Carlo qui est devenu un géant. |       |                                                          |                                           |                                                                            |                    |                                                       |           |
| 107b | 7b    | Une histoire de nez No Nose Knows                        | Andrew Overtoom                           | Casey Alexander, Zeus Cervas et Derek Iversen                              | 4 août 2008        | 6 février 2010                                        | 3,75      |
| Carlo rentre tranquillement chez lui avec ses provisions, jusqu'à ce qu'il remarque que Bob était caché dans ses fleurs. Lui demandant d'aller renifler d'autres fleurs, Bob demande à Carlo si Patrick doit lui aussi aller renifler d'autres fleurs, mais le calamar lui répond que ce n'est pas la peine étant donné que Patrick n'a pas de nez, ce que dernier remarque et le rend triste. Bob tente de lui remonter le moral en disant que tous les poissons n'ont pas de nez, mais Patrick rétorque que tous ses amis en ont un. Bob lui demande alors pourquoi il ne s'en ferait pas greffer un. Après l'opération, Patrick découvre le monde incroyable des bonnes odeurs... ainsi que des mauvaises. |       |                                                          |                                           |                                                                            |                    |                                                       |           |
| 108a | 8a    | L'ingrédient secret Patty Caper                          | Andrew Overtoom                           | Casey Alexander, Zeus Cervas et Eric Shaw                                  | 5 août 2008        | 6 février 2010                                        | 3,83      |
| Le capitaine Krabs charge son employé Bob d'une mission importante : il doit aller récupérer une valise contenant l'ingrédient secret du pâté des mains de la sécurité qui est venu la livrer sous escorte et ne doit surtout pas la perdre, sans quoi il sera viré du Crabe Croustillant. Mais après l'avoir récupérée, la valise est vide avec un trou percé. Il décide de mener l'enquête avec Patrick pour savoir qui s'en est emparé mais il ne trouve pas le coupable et doit annoncer la mauvaise nouvelle au capitaine Krabs. |       |                                                          |                                           |                                                                            |                    |                                                       |           |
| 108b | 8b    | Le fidèle client Plankton's Regular                      | Tom Yasumi                                | Casey Alexander, Zeus Cervas et Dani Michaeli                              | 6 août 2008        | 6 février 2010                                        | 3,70      |
| Plankton est triste car personne n'est venu manger dans son restaurant depuis 14 ans, mais un jour un client se présente pour venir manger sa spécialité et adore cette dernière. Content, Plankton décide de préparer d'autres barres de bouillie de viande pour son fidèle client. De même, Plankton vient narguer son rival de son nouveau succès et lui dit qu'il est plus intéressé par la recette secrète du pâté de crabe. En voyant cela, le capitaine Krabs cherche à récupérer le fidèle client de son ennemi. |       |                                                          |                                           |                                                                            |                    |                                                       |           |
| 109a | 9a    | Copains de classe Boating Buddies                        | Andrew Overtoom                           | Aaron Springer et Richard Pursel                                           | 7 août 2008        | 13 février 2010                                       | 3,77      |
| En tentant de fuir Bob, Carlo court jusqu'à sa voiture et appuie sur le champignon afin de le semer. Mais lors de sa cavale sur la route, il percute un panneau et se fait arrêter par la police pour ce méfait en prenant une contravention et un retrait des points sur son permis. Voulant à tout prix les récupérer, le policier lui suggère de repasser un examen à l'école de conduite. Mais arrivé à l'auto-école, il doit passer l'examen en compagnie de Bob. |       |                                                          |                                           |                                                                            |                    |                                                       |           |
| 109b | 9b    | Le journal du crabe The Krabby Kronicle                  | Tom Yasumi                                | Casey Alexander, Zeus Cervas et Derek Iversen                              | 8 août 2008        | 13 février 2010                                       | 3,62      |
| Le capitaine Krabs décide de faire de la publicité de son restaurant dans un journal, mais personne ne lit ce dernier car les gens préfèrent des journaux où les histoires se vendent. Comme la publicité dans ces journaux est relativement cher pour le capitaine Krabs, il décide de créer sa propre édition de journal avec Bob comme journaliste. Ce dernier devra alors se balader dans les rues de Bikini Bottom à la recherche d'histoire qui se vendent. Le premier numéro étant un fiasco, le capitaine Krabs lui suggère d'écrire des mensonges à la place quand il trouve un fait divers dans la rue. |       |                                                          |                                           |                                                                            |                    |                                                       |           |
| 110a | 10a   | Pearl et sa pyjama-partie The Slumber Party              | Alan Smart                                | Tom King et Dani Michaeli                                                  | 28 novembre 2008   | 13 février 2010                                       | -         |
| Le capitaine Krabs est préoccupé par le fait que sa fille Pearl décide d'organiser une pyjama-partie et il ne veut rien dépenser comme argent, ni que des garçons soient invités à la fête car connus comme étant violent et cassant tout dans la maison. De ce fait, il demande à son employé Bob de s'infiltrer dans cette pyjama-partie pour les surveiller. Mais Pearl n'est pas dupe devant la supercherie de Bob et l'éjecte de toutes ses tentatives, jusqu'au moment où il vient la supplier pour venir à la fête. |       |                                                          |                                           |                                                                            |                    |                                                       |           |
| 110b | 10b   | Gary au concours de beauté Grooming Gary                 | Alan Smart                                | Casey Alexander, Zeus Cervas et Dani Michaeli                              | 28 novembre 2008   | 13 février 2010                                       | -         |
| Aujourd'hui a lieu le concours de beauté pour animal et Bob a la ferme intention de participer avec son escargot Gary. Mais en se promenant, il remarque l'escargot d'un homme distingué étant très bien toiletté et promener avec de beaux accessoires. Pour pallier ces mauvais critères, Bob ramène son escargot chez lui pour lui faire un toilettage. Fin prêt, il se rend alors au concours avec son escargot, mais il y a pas mal de concurrents. |       |                                                          |                                           |                                                                            |                    |                                                       |           |
| 111 | 11    | La vague parfaite SpongeBob vs The Big One               | Andrew Overtoom et Alan Smart             | Aaron Springer, Paul Tibbitt et Steven Banks                               | 17 avril 2009      | 2009 (TF1)6 juin 2009 (Nickelodeon)                   | 5,80,     |
| Cette journée est particulièrement chaude à Bikini Bottom, ce qui fatigue beaucoup Bob et Carlo qui travaille au Crabe Croustillant où il n'y a aucun client. Pour ce faire, le capitaine Krabs ferme son restaurant et décide d'ouvrir un stand à la plage du Goo Lagoon, en vendant des pâtés de crabes dans l'eau sur une planche de surf. Seulement, une grande vague apparaît et emporte tous nos amis, y compris Patrick et Sandy venu dire bonjour. Ainsi, Sandy se retrouve perdu sur une ile déserte, le capitaine Krabs a échoué au milieu de l'océan, dans le triangle des Bermudes du Hollandais Volant, tandis que Bob, Patrick et Carlo ont échoué sur une île habitée par d'anciens lycéens venu vivre ici. Afin de revenir à Bikini Bottom, chacun tente ce qu'il peut : Sandy utilise les ressources de l'île pour construire un hélicoptère, le capitaine Krabs par contre va provoquer la colère du Hollandais Volant en renversant ses provisions, tandis que Bob, Patrick et Carlo tentent d'apprendre à surfer, mais ils n'y arrivent pas. Une seule solution leur est proposée : rencontrer Jack Kahuna Laguna, dit JKL, le surfeur légendaire vivant quelque part sur l'île et serait le seul à pouvoir les faire rentrer chez eux. - Invités : Davy Jones (dans son propre rôle dans la scène des vestiaires avec le Hollandais Volant), Bruce Brown (le narrateur), Johnny Depp (Jack Kahuna Laguna, dit JKL, le surfeur légendaire). |       |                                                          |                                           |                                                                            |                    |                                                       |           |
| 112a | 12a   | Un joli petit pactole Porous Pocket                      | Tom Yasumi                                | Aaron Springer et Derek Iversen                                            | 28 novembre 2008   | 20 février 2010                                       | -         |
| En se promenant dans le champ des méduses, Bob croise Patrick et entend un drôle de bruit : il s'agit d'une palourde qui semble souffrir. Voulant lui venir en aide, cette dernière crache une énorme perle, que nos 2 compères prennent pour un ballon de volley-ball. En allant s'amuser avec leur nouveau jouet, ils sont interrompus par un expert en marchandises qui est intéressé par leur objet. Il leur propose une énorme somme d'argent contre cette dernière. Étant devenus riches, ils ne savent pas quoi faire de leurs fortunes, jusqu'au jour où Bob achète une glace contre plein de billets, ce qui attire la convoitise des gens qui souhaitent devenir son ami contre de l'argent. Bob accepte toutes ses propositions et commence à ignorer son meilleur ami Patrick. |       |                                                          |                                           |                                                                            |                    |                                                       |           |
| 112b | 12b   | La chorale des hommes à la voix d'or Choir Boy           | Andrew Overtoom                           | Aaron Springer et Richard Pursel                                           | 20 mars 2009       | 20 février 2010                                       | -         |
| Carlo se prépare pour l'audition de la chorale des hommes à la voix d'or afin d'intégrer leur groupe. Mais Bob qui se trouvait seul et triste en face de chez lui, car son ami Patrick est parti pour une réunion de famille, attire la curiosité du calamar qui lui parle de son audition. Intéressé, Bob essaie de chanter devant Carlo afin de savoir s'il a une chance d'intégrer lui aussi la chorale. Mais le calamar tente de l'éviter par tous les moyens, de peur de se faire ridiculiser pendant la chorale. |       |                                                          |                                           |                                                                            |                    |                                                       |           |
| 113a | 13a   | Match de catch Krusty Krushers                           | Alan Smart                                | Nate Cash, Sean Charmatz et Derek Iversen                                  | 28 novembre 2008   | 27 février 2010                                       | -         |
| Dans le stade de Bikini Bottom se déroule un match de catch dans lequel les challengers peuvent tenter leur chance contre les deux champions du monde afin de gagner un million de dollars. Attiré par l'argent, le capitaine Krabs veut participer, mais au fil des combats menés par les autres challengers, il s'aperçoit de la puissance des champions qui écrabouillent leurs adversaires. Ne voulant pas abandonner, le capitaine Krabs décide d'appeler Bob et Patrick pour relever le défi à sa place. Voyant leur dangerosité, Bob et Patrick refuse d'aller dans l'arène, mais Krabs leur dit qu'il s'agit d'un spectacle où l'on fait semblant. Intéressés, Bob dit super cuistot et Patrick dit l'étoile rose relèvent le défi. |       |                                                          |                                           |                                                                            |                    |                                                       |           |
| 113b | 13b   | La carte super rare The Card                             | Tom Yasumi                                | Luke Brookshier, Nate Cash et Steven Banks                                 | 28 novembre 2008   | 27 février 2010                                       | -         |
| Une nouvelle collection de carte de l'homme-sirène et du bernard l'ermite apparaît à Bikini Bottom, ce qui intéresse Bob qui va retirer de l'argent sur son compte bancaire. Arrivé au magasin, il achète un paquet et est très content des cartes qu'il a obtenues. Mais le vendeur lui dit que les cartes qu'il a obtenues ne valent rien. Seule la carte super rare, numéro 54 en 3D parlant de l'homme-sirène, vaut beaucoup. Voulant cette carte, il achète tous les paquets, sauf un car il n'a pas assez d'argent. Sur tous les paquets qu'il a achetés, il n'a aucune carte super rare. Mais Patrick qui se trouvait par hasard au magasin, achète le dernier paquet dans lequel il trouve la carte super rare. Mais comme il ne connait rien à propos des cartes, il ne fait pas attention à cette dernière en l'utilisant pour se curer les dents ou la ranger dans un pli de son dos tandis que Bob cherche par tous les moyens de la préserver. - Invités : Ernest Borgnine (l'homme-sirène) |       |                                                          |                                           |                                                                            |                    |                                                       |           |
| 114a | 14a   | Une aventure "taille Viking" Dear Vikings                | Tom Yasumi                                | Aaron Springer et Dani Michaeli                                            | 28 novembre 2008   | 27 février 2010                                       | -         |
| Le capitaine Krabs organise un concours au restaurant où les gens peuvent commander des boissons dans des gobelets de taille normal, grand ou viking et ceux qui commanderont la dernière taille recevront un casque de vikings. Bob est intéressé par le concours mais ne sait pas ce qu'est un viking. Sur les conseils de Carlo, il décide d'écrire une lettre pour ces derniers et l'envoie à la poste. Lors du tri, l'enveloppe n'est pas prise au sérieux et est jeté à la poubelle. Quand le ramassage d'ordure a lieu, un homme barbu tombe sur la lettre et révèle son identité de viking. Il part donc vers son royaume pour prévenir son chef qu'une personne cherche à savoir ce qu'est un viking. - Invités : Ian McShane (Gordon, le chef des Vikings) |       |                                                          |                                           |                                                                            |                    |                                                       |           |
| 114b | 14b   | L'école buissonnière Ditchin                             | Tom Yasumi                                | Casey Alexander, Zeus Cervas et Dani Michaeli                              | 28 novembre 2008   | 27 février 2010                                       | -         |
| En regardant un épisode des nouvelles aventures de l'homme-sirène et du Bernard l'ermite, Bob et Patrick apprennent que leurs héros préférés dédicaceront leur livre d'aventure dès le lendemain à 8 heures. Mais le problème est que Bob doit aller à l'école de conduite à la même heure. Avec Patrick, il trouve un prétexte afin de s'absenter pendant qu'il ira dédicacer son livre. Après avoir fait ça, il décide de retourner à l'école mais il y a toujours une circonstance qui l'empêche d'y retourner. - Invités : Ernest Borgnine (l'homme-sirène) et Tim Conway (le Bernard l'ermite) |       |                                                          |                                           |                                                                            |                    |                                                       |           |
| 115a | 15a   | Grand-père le pirate Grandpappy the Pirate               | Alan Smart                                | Casey Alexander, Zeus Cervas et Dani Michaeli                              | 18 février 2009    | 6 mars 2010                                           | 4,27      |
| En lisant son courrier, le capitaine Krabs reçoit des nouvelles de son grand-père, qui est un pirate et fier de son petit-fils qui suit ses traces et qui va lui rendre bientôt visite. On apprend alors que quand le capitaine Krabs était jeune, il était pirate avec une horde de matelots, mais le coût de leur travail devenait de plus en plus difficile pour le capitaine. Il était obligé de renvoyer ses hommes et d'abandonner la piraterie sans le dire à son grand-père. Pour éviter qu'il apprenne la vérité, le capitaine Krabs déguise son restaurant en bateau pirate. |       |                                                          |                                           |                                                                            |                    |                                                       |           |
| 115b | 15b   | Le club des céphalopodes Cephalopod Lodge                | Andrew Overtoom                           | Luke Brookshier, Nate Cash et Richard Pursel                               | 17 février 2009    | 6 mars 2010                                           | 4,67      |
| Tous les troisièmes mercredis du mois, Carlo se rend secrètement dans le club privé des céphalopodes, ce qui le rend heureux à chaque fois. Mais à force d'être heureux ces jours-là, cela a attiré la curiosité de Bob qui décide de le suivre en cachette avec Patrick jusqu'à l'intérieur du club. Ce club privé depuis des siècles n'a jamais été foulé par des étrangers, ce qui provoque la colère du chef du club qui renvoie Carlo de la confrérie. C'était la seule chose que Carlo aimait. Pour lui remonter le moral, Bob et Patrick décident de fonder un club autour de Carlo. |       |                                                          |                                           |                                                                            |                    |                                                       |           |
| 116a | 16a   | La visite de Carlo Squid's Visit                         | Tom Yasumi                                | Casey Alexander, Zeus Cervas et Derek Iversen                              | 4 juin 2009        | 6 mars 2010                                           | -         |
| Bob apprend que Carlo n'est jamais chez lui une seule fois. Il lui supplie alors de venir chez lui, mais le calamar refuse. Bob trouve l'idée auprès de Patrick en apprenant qu'il est passé chez lui une fois quand ce dernier avait emprunté des affaires appartenant à Carlo. Pendant ce temps, Carlo était en train de cuisiner jusqu'à ce que les travaux fait chez Bob le perturbe, ce qui lui fait renverser du poivre sur son tapis. Cherchant son aspirateur, il lit un mot sur son placard qui dit que Bob le lui a emprunté. Il lui téléphone alors en lui disant qu'il passera chez lui dans 20 minutes. |       |                                                          |                                           |                                                                            |                    |                                                       |           |
| 116b | 16b   | Le coup du pantalon To SquarePants or Not to SquarePants | Alan Smart                                | Luke Brookshier, Nate Cash et Steven Banks                                 | 17 juillet 2009    | 6 mars 2010                                           | -         |
| Lors d'une journée de ménage, Bob décide de laver ses pantalons avec la coquille de son escargot. Puis son téléphone sonne, il s'agit de Patrick qui lui demande s'il est capable de faire des bruits avec sa langue assez longtemps, ce qui retient Bob au téléphone pendant un long moment. L'éponge demande à son escargot de faire attention à la lessive mais ce dernier ne récupère que sa coquille propre, et laisse tourner la machine avec les vêtements de Bob. À la fin de la journée, Patrick a fini de parler à Bob qui retourne au ménage et découvre malheureusement que ses vêtements ont rétréci à cause du lavage prolongé. Il se rend au magasin pour en commander des nouveaux, mais il n'y en a aucun. Cependant, il découvre un pantalon qui ressemble à ces vêtements habituels, mais de forme ronde. Il décide de le porter. |       |                                                          |                                           |                                                                            |                    |                                                       |           |
| 117a | 17a   | Sosies parfaits Shuffleboarding                          | Andrew Overtoom                           | Luke Brookshier, Nate Cash et Derek Iversen                                | 16 février 2009    | 13 mars 2010                                          | 4,51      |
| Alors qu'il rend visite à leur héros préférés en les réveillant en sursaut, Bob et Patrick reçoivent un boomerang avec lequel ils vont provoquer du grabuge à la maison de retraite et blesser les héros qui seront envoyés à l'hôpital. Ils reçoivent un appel de leur supérieur comme quoi ils devront participer à une compétition de hockey sur sable entre célébrités, mais sont trop malades pour y aller. Ils chargent donc Bob et Patrick de les remplacer avec leurs costumes pour cette compétition et devront revenir immédiatement pour rendre leurs costumes. Ils remportent facilement le concours, mais au lieu de rendre les costumes, ils commencent à les utiliser pour appliquer la justice à Bikini Bottom. - Invités : Ernest Borgnine (l'homme-sirène) et Tim Conway (le Bernard l'ermite) |       |                                                          |                                           |                                                                            |                    |                                                       |           |
| 117b | 17b   | Le cours de musique Professor Squidward                  | Andrew Overtoom                           | Aaron Springer et Dani Michaeli                                            | 19 février 2009    | 13 mars 2010                                          | 4,47      |
| En assistant au concert musicale de son rival Guillaume Calamarchic, Carlo tombe sur une directrice d'une grande académie de musique qui le confond avec son rival et lui propose un poste prestigieux de professeur de musique. Ce dernier accepte la demande en se faisant passer pour son rival. Lors du premier jour d'école, Carlo débutait son cours jusqu'à ce que Bob et Patrick viennent l'interrompre. Afin que ces deux-là ne disent pas la vérité sur sa véritable identité par accident, il leur propose de les prendre dans son cours de musique. |       |                                                          |                                           |                                                                            |                    |                                                       |           |
| 118a | 18a   | Le ver luisant Pet or Pests                              | Andrew Overtoom                           | Aaron Springer et Richard Pursel                                           | 18 mars 2009       | 13 mars 2010                                          | 4,21      |
| Alors que Bob et Patrick s'amusait, ils trébuchent et font des tonneaux dans la prairie avant de tomber dans les ronces. Ils découvrent alors un ver luisant à l'intérieur et décide de le ramener à la maison. Mais la cohabitation est difficile avec son escargot Gary. Le lendemain, il s'avère que l'animal qu'ils ont ramené était une femelle qui attendait des petits et qui accouche de ces derniers, mais cela provoque la colère de l'escargot qui chasse le ver luisant de la maison. Bob est alors obligé de s'occuper des bébés qui ont été abandonnés et cherchent à les donner. |       |                                                          |                                           |                                                                            |                    |                                                       |           |
| 118b | 18b   | Une armée d'ordinateurs Komputer Overload                | Alan Smart                                | Aaron Springer et Richard Pursel                                           | 19 mars 2009       | 13 mars 2010                                          | 4,00      |
| Alors que Plankton cherche un moyen de faire marcher ses affaires dans son restaurant, il élabore une nouvelle recette qui se conclut par un échec. S'ensuit une dispute avec sa FEME Karen dont Plankton lui reproche tous ses échecs, y compris quand il décide de créer plusieurs machines pour la remplacer, mais elles ne marchent pas très bien. Ne supportant pas cet affront, Karen le quitte et Plankton met un peu d'ordre avec ses machines qu'ils décident de combiner pour en faire une arme de destruction qu'il va diriger vers le Crabe Croustillant. |       |                                                          |                                           |                                                                            |                    |                                                       |           |
| 119a | 19a   | Un Bob trop naïf Gullible Pants                          | Alan Smart                                | Luke Brookshier, Nate Cash et Derek Iversen                                | 5 juin 2009        | 20 mars 2010                                          | -         |
| Alors qu'il comptait son argent, le capitaine Krabs se blesse à un ongle. Il doit donc s'absenter pendant 15 minutes et charge Bob de s'occuper son restaurant. Bob étant content, il demande à Carlo de s'investir dans son travail, mais ce dernier refuse. Voulant que Carlo fasse plus d'effort, Bob essaie de s'imposer mais le calamar va profiter de sa naïveté pour lui raconter des mensonges en lui disant qu'il connait beaucoup de secret sur le Crabe Croustillant. Bob voulant faire de son mieux fait tout ce que Carlo lui conseille. |       |                                                          |                                           |                                                                            |                    |                                                       |           |
| 119b | 19b   | Bob ne sais pas dire non Overbooked                      | Tom Yasumi                                | Casey Alexander, Zeus Cervas et Derek Iversen                              | 19 juillet 2009    | 20 mars 2010                                          | 5,17      |
| Bob reçoit un appel de Sandy qui lui demande de venir à la grande inauguration de sa nouvelle invention qui aura lieu ce soir, ce que Bob accepte. Alors qu'il travaille au restaurant, le capitaine Krabs tente en vain de construire un télescope mais finit par demander à Bob de passer chez lui ce soir pour l'aider à construire, sachant qu'il doit évaluer son dossier en même temps. Bob accepte malgré la promesse fait à Sandy. La situation se complique quand Patrick se présente dans la cuisine de Bob en lui annonçant que c'est son anniversaire aujourd'hui et que sa fête aura lieu ce soir. |       |                                                          |                                           |                                                                            |                    |                                                       |           |
| 120a | 20a   | Patrick, l'idiot sans chapeau ! No Hat for Pat           | Tom Yasumi                                | Casey Alexander, Zeus Cervas et Dani Michaeli                              | 19 juillet 2009    | 20 mars 2010                                          | 5,09      |
| Patrick est triste car il ne peut pas s'amuser avec Bob et Carlo qui doivent aller travailler en portant le chapeau du Crabe Croustillant. Patrick aimerait tellement porter un chapeau lui aussi, ce que le capitaine Krabs lui répond qu'il aura un chapeau s'il fait de la publicité pour le restaurant. Il finit par obtenir le chapeau mais commence à trébucher d'un coup et tombe par terre à chaque fois qu'il tente de se relever, ce qui fait rire les gens qui passe dans le coin et serait prêt à payer pour assister au spectacle de Patrick, ce qui intéresse fortement le capitaine Krabs qui l'engage pour se faire de l'argent. |       |                                                          |                                           |                                                                            |                    |                                                       |           |
| 120b | 20b   | Le magasin de jouet Toy Store of Doom                    | Andrew Overtoom                           | Luke Brookshier, Nate Cash et Dani Michaeli                                | 17 mars 2009       | 20 mars 2010                                          | -         |
| Alors qu'ils s'ennuyaient chez Carlo, Bob et Patrick tombe sur un panneau qui indique l'ouverture prochaine d'un magasin de jouet. Ils sont tristes car le magasin n'est pas encore construit, mais il est livré devant eux avant qu'il ne s'en rendent compte. Ils rentrent à l'intérieur et s'amusent comme des fous. Mais le soir venu, le magasin doit fermer mais Patrick refuse de quitter le magasin et va se cacher avec Bob dans une maison de poupée afin d'y passer la nuit à l'intérieur. Mais il fait sombre et nos 2 compères ont peur que les jouets soient vivants. |       |                                                          |                                           |                                                                            |                    |                                                       |           |
| 121a | 21a   | Des châteaux de sable Sand Castles in the Sand           | Andrew Overtoom                           | Casey Alexander, Zeus Cervas et Dani Michaeli                              | 16 mars 2009       | 27 mars 2010                                          | -         |
| C'est une belle journée pour Bob et Patrick qui décident d'aller s'amuser au bord de la plage. En jouant avec un frisbee, ils provoquent pas mal de catastrophes sur la plage, ce qui énerve le surveillant leur demandant de faire des choses plus constructifs, comme avec le sable. Bob construit un beau château de sable, tandis que Patrick semble avoir des difficultés. Bob veut lui venir en aide, mais ça énerve Patrick lui disant qu'il a détruit son château de sable. Pour se venger, Patrick détruit le château de sable de Bob qui s'excuse pour la première fois et érige une frontière entre eux. Les hostilités s'amplifient entre eux, qui se déclarent la guerre. |       |                                                          |                                           |                                                                            |                    |                                                       |           |
| 121b | 21b   | Une nouvelle coquille pour Gary Shell Shocked            | Alan Smart                                | Casey Alexander, Zeus Cervas et Richard Pursel                             | 1er juin 2009      | 27 mars 2010                                          | -         |
| Bob qui dormait tranquillement entend des bruits dans sa cuisine et décide de vérifier ce qui se passe. Il s'avère que ses bruits étaient faits par son escargot qui s'était caché dans une botte que Bob a frappée par accident. Cet accident a malheureusement cassé la coquille de Gary. L'éponge cherche alors un moyen de la remplacer mais ne trouve aucun objet de remplacement. Son escargot lui conseille d'acheter une nouvelle coquille, mais cela coûte extrêmement cher pour Bob qui découvre alors une publicité à la télévision où un magasin tenu par Jack le coléreux vend des coquilles d'escargot à faible prix. - Invités : Dee Snider (Jack le coléreux) |       |                                                          |                                           |                                                                            |                    |                                                       |           |
| 122a | 22a   | Le pâté, c'est fun ! Chum Bucket Supreme                 | Tom Yasumi                                | Sean Charmatz et Dani Michaeli                                             | 19 juillet 2009    | 27 mars 2010                                          | 4,68      |
| Afin d'attirer des clients dans son restaurant, Plankton élabore un stratagème en faisant de la publicité qu'il affiche en grand sur la devanture avec comme slogan "le pâté, c'est de l'énergie métabolique". Mais cela n'attire aucun client, même Patrick a des difficultés à comprendre la phrase. Patrick décide de changer le slogan en "le pâté, c'est fun !". D'un seul coup, des centaines de clients se ramènent dans son restaurant, bien que la nourriture ne soit pas très bonne. Face à ce succès, le Crabe Croustillant est en alerte rouge. |       |                                                          |                                           |                                                                            |                    |                                                       |           |
| 122b | 22b   | Anniversaire de mariage Single Cell Anniversary          | Tom Yasumi                                | Luke Brookshier, Nate Cash et Richard Pursel                               | 3 juin 2009        | 27 mars 2010                                          | -         |
| Karen annonce à Plankton une bonne nouvelle : c'est leur anniversaire de mariage et elle a un cadeau pour lui : la recette secrète du pâté de crabe. Plankton est très heureux, mais il a complètement oublié leur anniversaire et n'a pas de cadeaux à lui offrir. Karen refuse de lui donner son cadeau tant que Plankton n'en a pas un à lui offrir. Ce dernier qui cherche l'inspiration d'un bon cadeau demande de l'aide à Bob. |       |                                                          |                                           |                                                                            |                    |                                                       |           |
| 123-124 | 23-24 | Les Secrets carrément givrés de Bob Truth or Square      | Andrew Overtoom, Alan Smart et Tom Yasumi | Luke Brookshier, Nate Cash, Steven Banks et Paul Tibbitt                   | 6 novembre 2009    | 25 novembre 2009 (TF1) 25 décembre 2009 (Nickelodeon) | 7,70      |
| Afin de fêter le onze cent septième anniversaire du Crabe Croustillant, le capitaine Krabs met tout en œuvre pour ce jour : Bob redécore le restaurant, Patrick assure la surveillance du restaurant tandis que Carlo reste tranquillement à son poste de caissier. Pour mettre une touche finale à la décoration, Bob veut installer une sculpture d'un pâté de crabe géant en glace qui est gardé dans la chambre froide. Mais cette dernière est très lourde à déplacer et malgré les efforts de Carlo, Patrick et monsieur Krabs, elle ne bouge pas. Soudain, Bob trébuche et ferme accidentellement la porte de la chambre froide. Nos 4 amis se retrouvent alors piéger dans cette dernière et le seul moyen de s'en sortir est de passer par le conduit d'aération du restaurant. Mais ces conduits sont un véritable labyrinthe et la sortie semble très loin. - Note : Cet épisode spécial présenté par Patchy le pirate dure 45 minutes et réuni un grand nombre d'invités. - Invités : Rosario Dawson, Eddie Deezen, Craig Ferguson, Will Ferrell, Tina Fey, LeBron James, P!nk, Robin Williams et Robert Smigel (avec sa marionnette) dans leur propre rôle, Ricky Gervais (le narrateur), Cee-Lo Green chante le thème spécial de cet épisode. |       |                                                          |                                           |                                                                            |                    |                                                       |           |
| 125a | 25a   | Une tempête énorme Pineapple Fever                       | Tom Yasumi                                | Aaron Springer et Derek Iversen                                            | 2 juin 2009        | 10 avril 2010                                         | -         |
| Voulant chasser la méduse, Bob et Patrick consulte le bulletin météo et il s'avère qu'une énorme tempête va frapper Bikini Bottom. Ils décident alors de fortifier la maison de Bob afin de se préparer à ce désastre. Les travaux qu'ils réalisent dérangent Carlo qui vient leur crier dessus. Seulement, au moment où il arrive, la tempête s'abat sur la ville et nos 3 compères se retrouvent enfermés chez Bob le temps que la météo se calme. |       |                                                          |                                           |                                                                            |                    |                                                       |           |
| 125b | 25b   | Les grottes de Chum Chum Caverns                         | Alan Smart                                | Casey Alexander, Zeus Cervas et Richard Pursel                             | 18 juillet 2009    | 10 avril 2010                                         | 4,67      |
| En espionnant le capitaine Krabs, Plankton sait où se cache la recette secrète du pâté de crabe. Il décide donc de creuser avec une machine à forer pour passer sous le restaurant. Mais en creusant trop profondément, il atterrit dans une grotte souterraine donc la vue est somptueuse. Plankton profite de cet avantage pour ouvrir son restaurant dans cette grotte, ce qui attire beaucoup de clients. Le capitaine Krabs commençant à perdre de la clientèle décide à son tour de s'implanter sous terre. |       |                                                          |                                           |                                                                            |                    |                                                       |           |
| 126 | 26    | Le Choc du Triton The Clash of Triton                    | Andrew Overtoom et Alan Smart             | Casey Alexander, Zeus Cervas, Aaron Springer, Steven Banks et Paul Tibbitt | 5 juillet 2010     | 10 avril 2010                                         | 5,18,     |
| Aujourd'hui a lieu le 5000e anniversaire du Roi Neptune, dont sa femme la Reine Amphitrite décide d'organiser la fête au Crabe Croustillant. Mais le roi est triste car son fils Triton n'est pas présent. Il raconte ainsi l'histoire de son fils : quand Triton était jeune, il était fasciné par le monde des humains en voulant jouer à leurs jeux ou à les aider en créant un remède contre toutes les maladies, mais son père s'opposait à cela car sa destinée était d'utiliser ses pouvoirs divins pour inspirer la terreur. Triton s'opposant à cela, le Roi Neptune le fit enfermer dans une cage magique sur une île perdue dans le ciel. Afin de lui remonter le moral, Bob se rend sur l'île perdue afin de délivrer le prince Triton. Il réussit à le faire délivrer grâce à l'aide de Patrick. - Invités : Sebastian Bach (le Prince Triton), Victoria Beckham (la Reine Amphitrite) et John O'Hurley (le Roi Neptune). |       |                                                          |                                           |                                                                            |                    |                                                       |           |